# Christiane Dénes

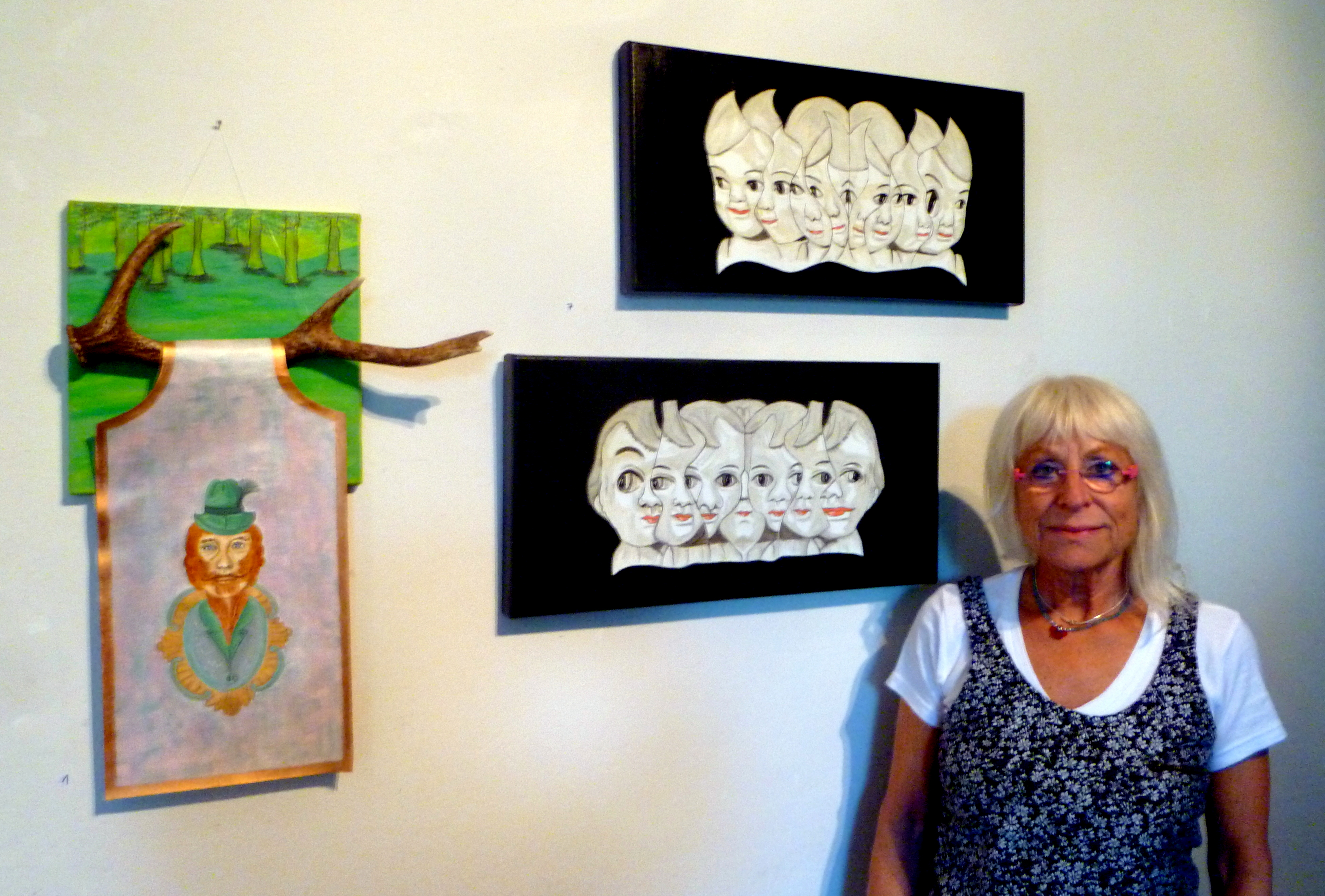
Christiane Dénes 2017 im Rahmen der Aachener Kunstroute

Christiane Dénes (* 6. Januar 1951 in Aachen) ist eine deutsche Musikerin, Schriftstellerin und Bildende Künstlerin.

## Leben und Wirken
Nach ihrer Schulzeit studierte Christiane Dénes Klavier und Querflöte an der Aachener Abteilung der Hochschule für Musik und Tanz Köln und schloss ihr Studium im Jahr 1979 als Klavierpädagogin und 1981 als Konzertflötistin ab. Ab 1980 trat sie dann als Solistin in Deutschland, Belgien, Niederlande und Frankreich auf.
Bereits ab 1979 erhielt Dénes einen Lehrauftrag für Querflöte an der städtischen Musikschule Aachen, welchen sie bis zum heutigen Tage ausübt. Darüber hinaus war sie von 1984 bis 2008 als Lehrkraft an der Aachener Abteilung der Musikhochschule Köln tätig.
Neben ihrer Konzert- und Lehrtätigkeit widmete sich Dénes ab Mitte der 1980er-Jahre ihrer schriftstellerischer Arbeit und sie veröffentlichte zunächst Lyrische Werke und Kurzgeschichten in deutschen und schweizerischen Literaturzeitschriften und in verschiedenen Anthologien, darunter in Am Ortsende wartet der Zauberer (1988), Hollywood am Mauergässchen (1989), Parecutin (1993) oder in den Langenberger Texten (2000). Ab 1999 verfasste sie dann bisher noch je ein Theater- und ein Hörspiel sowie drei Romane.
Zwischenzeitlich erweiterte Christiane Dénes ab 1989 ihre künstlerische Arbeit um den Bereich der Bildenden Kunst. Hierbei entstanden bis heute eine Vielzahl von Gemälden, Installationen, Dias und Videofilmen, sowie Klangbilder mit Querflöte solo, welche sie im Rahmen einer Performance zu verschiedenen öffentlichen kulturellen Anlässen darbietet. Darüber hinaus ist Dénes seit 1990 mit ihren Werken auf zahlreichen Einzel- und Gemeinschaftsausstellungen im In- und Ausland vertreten. Seit 2011 gehört sie dem Bundesverband Bildender Künstlerinnen und Künstler (BBK) an.
2017 eröffnete Christiane Dénes gemeinsam mit ihrem Mann, dem französischen Künstler Damien Ledoux, in Aachen das Atelier Rad'art.

## Ausstellungen (Auswahl)

### Einzelausstellungen
- 1990: Neue Galerie – Sammlung Ludwig, Aachen
- 1992: Ludwig Forum für Internationale Kunst, Aachen, Niki de Saint-Phalle gewidmet
- 1994: Neuer Aachener Kunstverein (NAK)
- 1996: KuKIS, Kunst- und Kulturinitiative Senden, Westfalen
- 1997: Atelier 21 Aachen
- 2000: Das Lächeln des Lammes, David Grossman gewidmet, Deutsch-Französisches Kulturinstitut Aachen im Haus Matthéy
- 2002: Galerie Alma London
- 2003: Galerie Alma Hamburg
- 2006: Café de Flore, Paris
- 2010: Stadtbibliothek Aachen
- 2010: Projekt Martin – Hommage an Martin Kippenberger, im Rahmen von across the borders des Kultursommers Aachen; Krönungssaal des Aachener Rathauses (Bilder, Performance, Videofilm, Hörspiel)
- 2012: Fleischwerdung, art:aixOTTO36, Aachen[2]
- 2014: Beau-Frost, art:aixOTTO36, Aachen
- 2016: (R)eingelegtes, art:aixOTTO36, Aachen[3]
- 2019: Trans-Plant, Atelier Rad'art

### Gemeinschaftsausstellungen
- 1997: Art 12, Espace Libergier, Reims (F)
- 1997: Burg Lüdinghausen,  Lüdinghausen
- 1999: Galerie Hexagone, Aachen
- 2000: Ludwig Forum für Internationale Kunst, Aachen
- 2002: Réciproque, Office de Tourisme, Reims (F)
- 2004: DÜNN-HeUTIG, Aula Carolina, Aachen, zusammen mit dem Bildhauer Damien Ledoux
- 2005: Auf-Bruch, Galerie Hexagone, Aachen
- 2006: Galerie du Cardo, Reims (F)
- 2006: Galerie Marlies Calame, Vence (F)
- 2007: Ancien Collège des Jésuites, Reims (F)
- 2007: Stand de Tir, Reims (F)
- 2008: Bäumler’s Art, Aachen
- 2009: Galerie du Cardo, Reims (F)
- 2009: 20 Jahre Galerie Hexagon, Aachen
- 2011: International Kunstmesse, Herzogenrath
- 2011: Maison de la Vie Associative, Reims (F)
- 2011: Dream Art Exhibition, Abtei Rolduc, Kerkrade (NL)
- 2012: Rire et Pleurer, gemeinsam mit Damien Ledoux, im Rahmen der 15. Aachener Kunstroute, Deutsch-Französisches Kulturinstitut, Haus Matthéy, Aachen
- 2013: Babyfood, OSTRALE – Internationale Ausstellung für zeitgenössische Künste, Dresden
- 2014: Wenn Steine fallen – 25 Jahre Mauerfall, BBK Aachen
- 2016: Dream Art Exhibition, Abtei Rolduc, Kerkrade
- 2016: Sheep at work (Zur Lage der Nation), OSTRALE Dresden
- 2016: Messestand der LDXArtodrome Gallery Berlin auf der ART.FAIR Köln
- 2017: AR6 – 50 Jahre Städtepartnerschaft Aachen-Reims gemeinsam mit BmZ, Eli Tiunine, Heinrich Hüsch, Damien Ledoux und Lazyt65, im Rahmen der 15. Aachener Kunstroute, Deutsch-Französisches Kulturinstitut, Haus Matthéy Aachen
- 2018: Lothringair-Ausstellung zusammen mit Damien Ledoux, Gisela Klassen und Gabriele Prill, Atelier Rad'art

## Werke (Auswahl)
Einspielungen
- Werke für Querflöte und Kammerorchester von O. Respighi, W. A: Mozart, J. Sibelius, J. Haydn, Christiane Dénes und das Dreiländer-Kammerorchester, Ltg.: Marius Suciu, 1994
- Zeitenspiegel, Musik für Querflöte solo von Dinescu, Varèse, Jolivet, J. G. Tromlitz, E. Köhler, J. S. Bach, Ch. Ph. E. Bach, M. Suciu, 2003

Theater und Hörspiel
- Krähenfüße, Ein-Frau-Theaterstück, UA: Ludwig-Forum Aachen, 1999
- Lamparo, Hörspiel, WDR 2005 – Regie: Jörg Schlüter[4]

Romane und Kurzgeschichten (Auswahl)
- Feuerstein, Alano-Verlag Aachen, Prinzipal-Verlag Münster/Westfalen, Aachen 1996, ISBN 3-89399-227-8 (dt. Ausgabe), ISBN 3-89399-227-8 (engl. Ausg.)
- Die Treppe, Prinzipal-Verlag Münster/Westfalen, Aachen 1999, ISBN 3-932293-43-6
- Nacht des Eichhörnchens, Athena-Verlag Oberhausen, Aachen 2007, ISBN 3-89896-281-4
- 101 Shorts, Athena-Verlag Oberhausen, Aachen 2017, ISBN 3-89896-688-7